# Закон о поездках на Тайвань
Закон о поездках на Тайвань (англ. Taiwan Travel Act) — закон США, принятый 115-м Конгрессом США 28 февраля 2018 года и подписанный 45-м президентом США Дональдом Трампом 16 марта 2018 года, который позволяет высокопоставленным должностным лицам Соединённых Штатов посещать Тайвань и наоборот. Он является дополнением к Закону об отношениях с Тайванем.
Закон считается существенным улучшением отношений между Тайванем и США, делая их официальными, хотя и всё ещё недипломатичными. Как таковой, закон подвергся резкой критике со стороны правительства Китая в Пекине (которое официально протестовало против законопроекта через посла Цуй Тянькая, требуя, чтобы он не был принят) за нарушение принципа «единого Китая», согласно которому Тайвань является неотъемлемой суверенной частью Китая.
В июле 2019 года президент Тайваня Цай Инвэнь воспользовалась этим законом, чтобы прилететь в Нью-Йорк и Денвер, во время транзита в страны Карибского бассейна, которые всё ещё имеют официальные дипломатические отношения с Тайванем. До принятия закона тайваньские президенты обычно могли встречаться с местными чиновниками правительства Техаса только в Хьюстоне, штат Техас, где они могли сделать остановку на транзитных рейсах в Карибский бассейн и Южную Америку. Цай была первым президентом Тайваня, посетившим послов дипломатических союзников Тайваня в ООН в Нью-Йорке с момента принятия Закона об отношениях с Тайванем в 1979 году. В Нью-Йорке она также встретилась с делегацией Конгресса США во главе с председателем Палаты представителей по иностранным делам Элиотом Энгелом (штат Нью-Йорк) и высокопоставленным членом Палаты представителей Майклом Макколом (штат Техас). В Денвере она встретилась с губернатором штата Колорадо, некоторыми членами конгресса США и мэрами местных районов, а также посетила Национальный центр атмосферных исследований и Национальную лабораторию возобновляемых источников энергии.

## История
Когда США установили дипломатические отношения с Китайской Народной Республикой в 1979 году, они также перестали официально признавать Тайвань, но продолжали поддерживать неофициальные отношения с островом. В том же году США приняли Закон об отношениях с Тайванем.
В 2016 году Закон о поездках на Тайвань был представлен Конгрессу США представителем Стивом Шаботом и сенатором Марко Рубио; они входят в состав Комитета по международным отношениям Палаты представителей и Комитета по международным отношениям Сената соответственно. Законопроект считался продолжением Закона об отношениях с Тайванем и гласил, что США и Тайвань страдали от недостаточного общения на высоком уровне с 1979 года, когда США начали ограничивать визиты своих официальных лиц на Тайвань.
12 октября 2017 года Комитет Палаты представителей США по иностранным делам принял законопроект без возражений.
В январе 2018 года законопроект был единогласно принят Палатой представителей. Вскоре после этого он также был единогласно принят Сенатом 28 февраля. Президент Дональд Трамп подписал Закон 16 марта 2018 года.

### Китайское давление на Конгресс
В августе 2017 года посол Китая в Соединённых Штатах Цуй Тянькай направил лидерам Палаты представителей и Сената письмо, в котором выразил «серьёзную озабоченность», потребовав заблокировать положения, касающиеся Тайваня, в Законе о разрешении на национальную оборону, который включал Закон о поездках на Тайвань, а также Закон о безопасности Тайваня Закон от 2017 года. В письме посол заявил, что законы представляют собой «провокации против суверенитета, национального единства и интересов безопасности Китая» и «пересекли ”красную черту" в стабильности китайско-американских отношений». Американские политики восприняли эту формулировку вместе с китайской угрозой «серьёзных последствий» как неуместное вмешательство и «выходящее за рамки».

#### Американские ответы
Один из помощников демократов сказал: «Подобные угрозы и установление "красных линий" в отношении внутренних законодательных действий не являются ни полезными, ни конструктивными для построения отношений, необходимых между США и Китаем».
Высказывалось предположение, что жесткая тактика Китая и прямые угрозы Конгрессу США через официальные сообщения привели к обратным результатам, вынудив Конгресс продемонстрировать силу против предполагаемых издевательств со стороны Китая. Это привело к единогласному принятию закона.

## Суть закона
Положения Закона о поездках на Тайвань гласят, что США должны:
- Разрешить должностным лицам всех уровней правительства США совершать поездки на Тайвань для встречи со своими тайваньскими коллегами;
- Разрешить высокопоставленным тайваньским чиновникам въезжать в Соединённые Штаты на уважительных условиях и встречаться с официальными лицами США;
- Поощрять Тайбэйское Экономическое и Культурное представительство[англ.] и любые другие учреждения, созданные Тайванем, к ведению бизнеса в Соединённых Штатах.

## Реакция

### Тайвань
В январе 2018 года президент Тайваня Цай Инь-Вэнь выразила свою благодарность Конгрессу США за «поддержку тайваньской демократии» через свой аккаунт в Twitter, заявив, что Закон о поездках на Тайвань «укрепит и укрепит давнее партнерство между двумя сторонами». Министерство иностранных дел Тайваня также заявило о своей поддержке законопроекта, заявив, что Тайвань «привержен укреплению расширенного стратегического партнерства с США».

### Китай
Китайское государственное информационное агентство Синьхуа сообщило, что Китай «сильно недоволен» законопроектом и заявило, что он «нарушает политику единого Китая», которая утверждает, что Тайвань является провинцией Китая.